# Marda (Salfit)
Marda (àrab: مرده, Marda) és una vila palestina de la governació de Salfit, a Cisjordània, 18 kilòmetres al sud-oest de Salfit. Segons l'Oficina Central Palestina d'Estadístiques tenia 1.192 habitants el 2007. Al sud de la vila hi ha l'assentament israelià d'Ariel.